# Île de la Royal Geographical Society
L’île de la Royal Geographical Society est une île du détroit de Victoria à l'intérieur du golfe de la Reine-Maud au Nunavut, Canada.
Elle fut nommée par Roald Amundsen en l'honneur de la Royal Geographical Society.
Les épaves des navires de l'expédition Franklin, l'HMS Erebus et le HMS Terror, se trouveraient à proximité de l'île selon les témoignages des tribus inuits de l'époque.